# Monhystera rivularis
Monhystera rivularis är en rundmaskart som beskrevs av Bastian 1865. Monhystera rivularis ingår i släktet Monhystera och familjen Monhysteridae. Inga underarter finns listade i Catalogue of Life.